# Сорокино (Сергиево-Посадский район)
Сорокино — деревня в Сергиево-Посадском районе Московской области России, входит в состав сельского поселения Селковское.

## Население
| 1835 | 1850 | 1857 | 1859 | 1895 | 1905 | 1926 | 2002 |
| ---- | ---- | ---- | ---- | ---- | ---- | ---- | ---- |
| 22   | ↗55  | ↘47  | ↗66  | ↗75  | ↗86  | ↗128 | ↘2   |
| 2006 | 2010 |      |      |      |      |      |      |
| ↗3   | ↗9   |      |      |      |      |      |      |

## География
Деревня Сорокино расположена на севере Московской области, в северо-восточной части Сергиево-Посадского района, примерно в 87 км к северу от Московской кольцевой автодороги и 35 км к северу от станции Сергиев Посад Ярославского направления Московской железной дороги.
В 5,5 км к западу от деревни проходит автодорога Р104, в 17 км юго-восточнее — Ярославское шоссе М8, в 27 км юго-западнее — Московское большое кольцо А108. Ближайшие населённые пункты — деревни Вонякино, Горюшка и Пустое Рождество.
Связана автобусным сообщением с городом Сергиевым Посадом.

## История
В «Списке населённых мест» 1862 года — владельческая деревня 2-го стана Переяславского уезда Владимирской губернии по правую сторону Углицкого просёлочного тракта, от границы Александровского уезда к Калязинскому, в 41 версте от уездного города и 46 верстах от становой квартиры, при колодце, с 6 дворами и 66 жителями (31 мужчина, 35 женщин).
По данным на 1895 год — деревня Хребтовской волости Переяславского уезда с 75 жителями (35 мужчин, 40 женщин). Основными промыслами населения являлись возка лесного материала из соседних лесных дач в Сергиевский посад и пилка дров, 3 человек уезжали в качестве фабричных рабочих на отхожий промысел в Москву и уезды.
По материалам Всесоюзной переписи населения 1926 года — деревня Сальковского сельсовета Хребтовской волости Сергиевского уезда Московской губернии в 16 км от Угличско-Сергиевского шоссе и 48 км от станции Сергиево Северной железной дороги; проживало 128 человек (68 мужчин, 60 женщин), насчитывалось 21 крестьянское хозяйство.
С 1929 года — населённый пункт Московской области в составе:
- Сальковского сельсовета Константиновского района (1929—1939)[14],
- Власовского сельсовета Константиновского района (1939—1954)[15],
- Хребтовского сельсовета Константиновского района (1954—1957)[15],
- Хребтовского сельсовета Загорского района (1957—1959)[16],
- Торгашинского сельсовета Загорского района (1959—1963, 1965—1991)[17][18],
- Торгашинского сельсовета Мытищинского укрупнённого сельского района (1963—1965)[18][19],
- Торгашинского сельсовета Сергиево-Посадского района (1991—1994)[19],
- Торгашинского сельского округа Сергиево-Посадского района (1994—2006)[20],
- сельского поселения Селковское Сергиево-Посадского района (2006 — н. в.)[21][22].